# ヒュー・フェリス

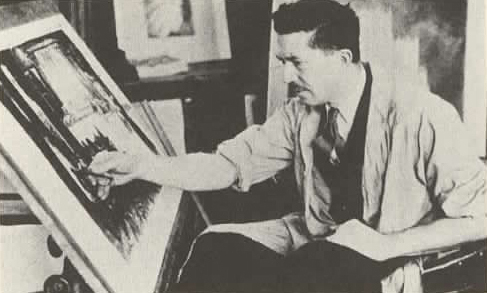
ヒュー・フェリス

ヒュー・フェリス（Hugh Ferriss, 1889年- 1962年）はアメリカ合衆国のレンダラー、パースペクティブ作家、建築家。建築物を設計して建設された作品はひとつとして知られていないが、パースペクティブ作品によって同時代の多くの建築家に影響力を持った。それは建築界だけにとどまらず、バットマンの舞台であるゴッサム・シティ、ケリー・コンランのスカイキャプテン ワールド・オブ・トゥモローなど、ポップ・カルチャーにおける都市の描写に多大な影響を与えた。

## 生涯

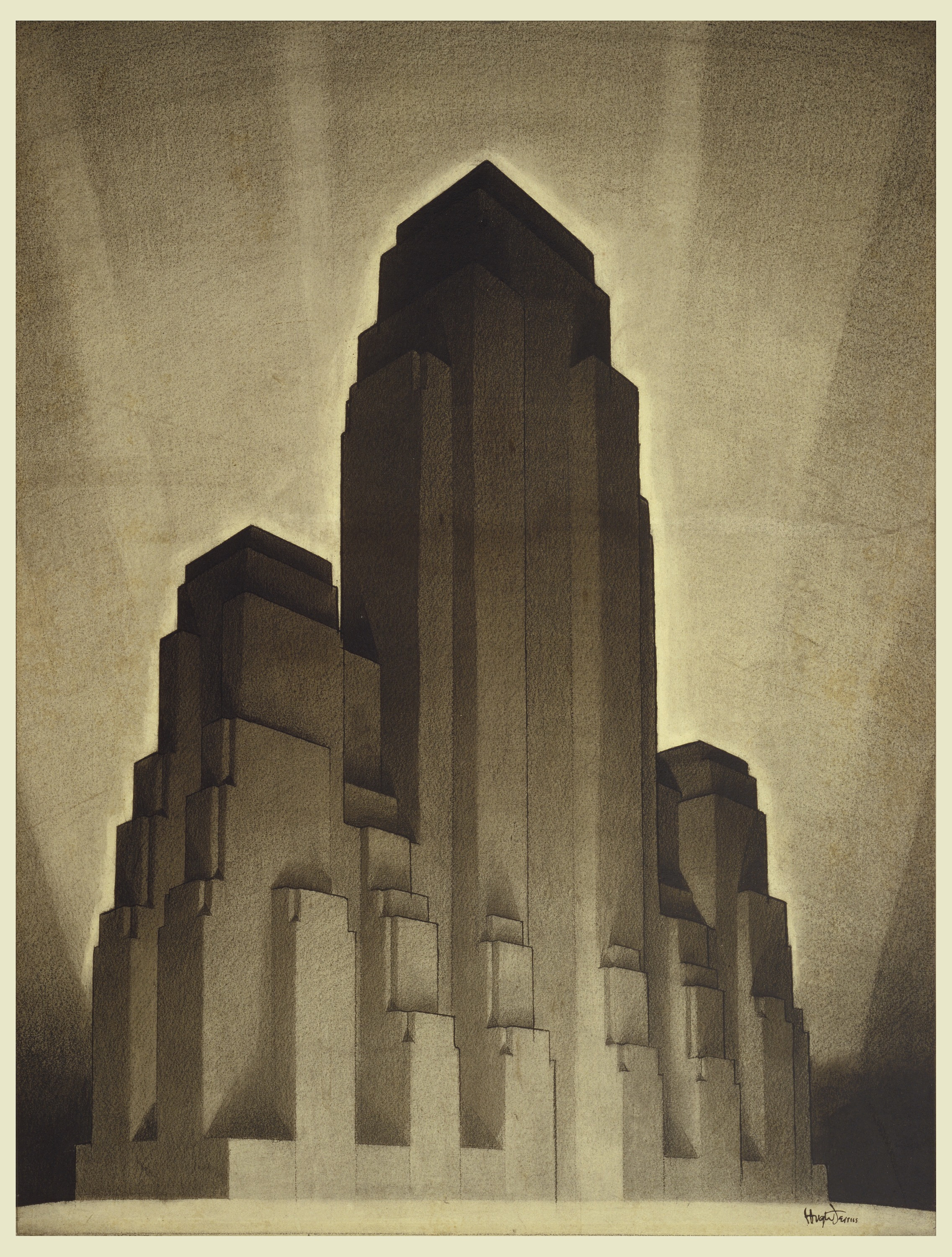
ヒュー・フェリスによるドローイング 『1916年ニューヨークゾーニング条例により認められる最大容積のビルの検討（その4）』

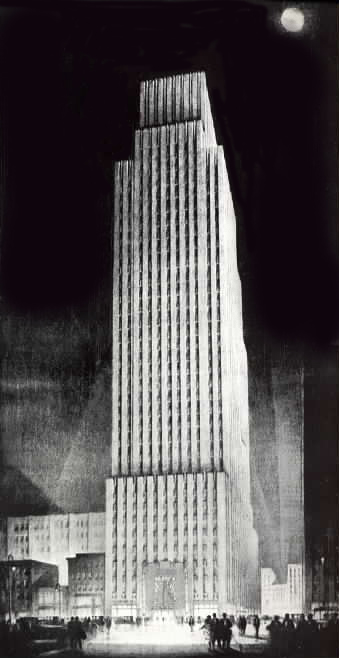
多くのセットバックが特徴的なニューヨークのデイリー・ニューズ・ビルディング（1929年）のフェリスによる完成予想図。設計者はレイモンド・フッド

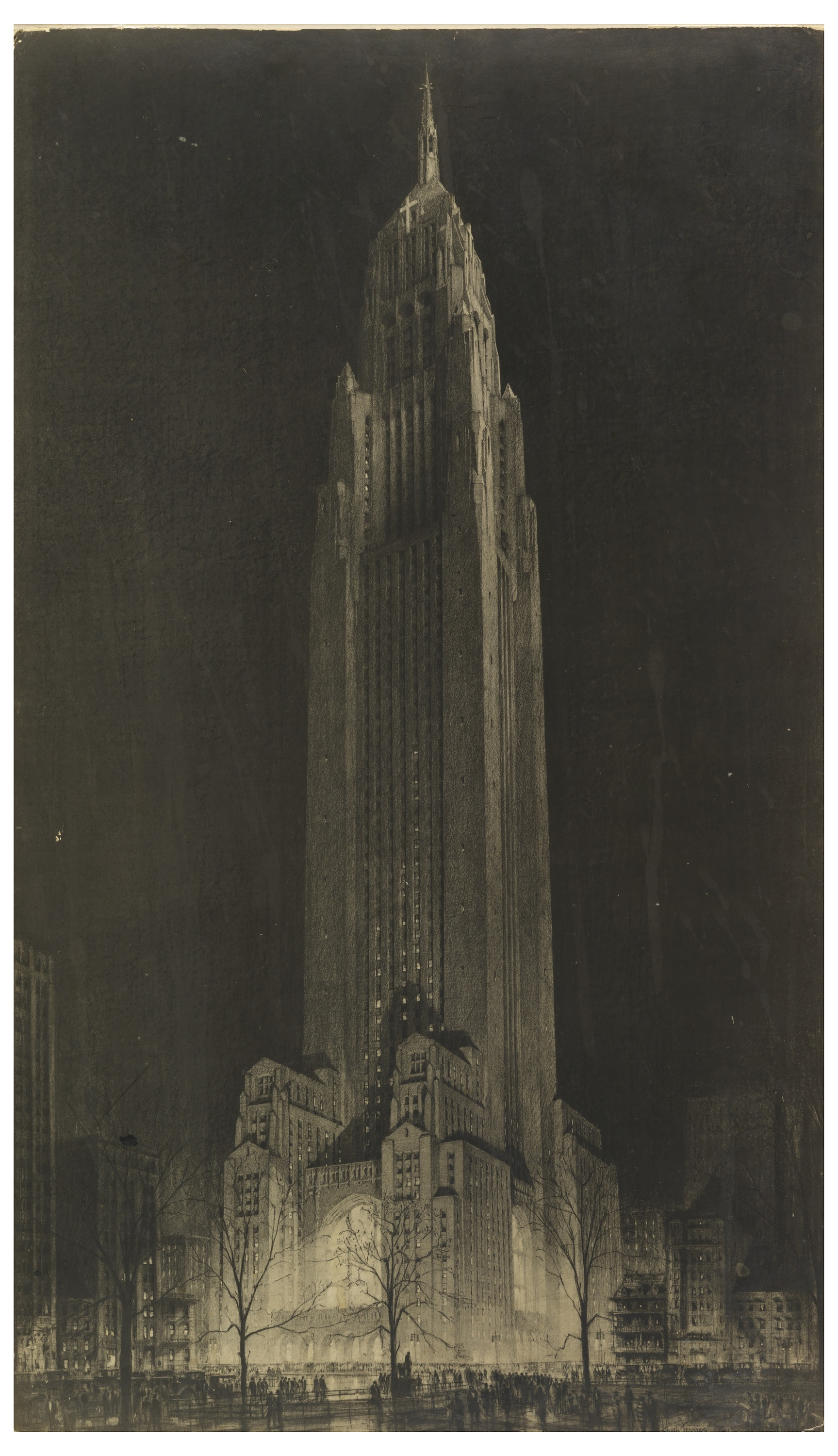
ヒュー・フェリスがマディソン・スクエアに建つ予定だった「コンボケーション・タワー」のために描いた予想図（1921年）。闇の中に下からの光に照らされたビルが浮かび上がるさまを描いている

フェリスは、故郷であるミズーリ州セントルイス・ワシントン大学で建築家としての教育を受けるが、その経歴の早い段階から自身で建築物を設計するのではなく、他の建築家のためにレンダリングを行うことに特化していく。パースペクティブ作家としての彼の仕事は、建築物や都市計画などの完成予想図を作成することである。この図は、施主に対する計画の説明過程で作成される場合もあるが、決定された計画を広く大衆に知らしめる目的で作られることが多く、ほとんどの場合、短期間の掲示物、広告として扱われることになる。しかし、彼の作品は、単に建築主に贈呈されるだけではなく、多くが出版されて多くの名声を集めることとなった。のちにフェリスが独立すると、仕事の依頼が引きも切らない状態となった。
1912年、フェリスはニューヨークに移ると、キャス・ギルバートのレンダラーとして雇用される。フェリスの初期の代表作に、ウールワースビルのドローイングが挙げられるが、まだこの段階の作品においては、彼の作品の特徴である陰鬱な雰囲気はあまり見られない。1915年、ギルバートの推薦によってレンダラーとして独立事務所を構える。前年の1914年には、ヴァニティ・フェア誌の編集者であり、やはり芸術家のドロシー・ラファンと結婚している。
1920年ごろまでには、フェリスは独自のスタイルを確立している。彼の作品では、建築物は夜空を背景に屹立し、その姿は霧の中でスポットライトに照らし出される。まるで、ソフトフォーカスで撮影された写真のようである。建築物の表面に、そしてその廻りに投影された影によって、ファサードの形状が浮かび上がる。フェリスが、見るものの感情を掻き立てるような手法を探し求めた、その結果である。彼の作品は、多くの出版物に掲載された。ザ・センチュリー・マガジン、クリスチャン・サイエンス・モニター、ハーパーズ・マガジン、そしてバニティーフェアなどである。彼の文章もさまざまな誌紙面に登場するようになる。1922年には、シカゴ・トリビューン本社ビル設計コンペの勝者、ジョン・ミード・ハウエルズとレイモンド・フッドのために、創作を行っている。
1916年、ニューヨークでは、建築物の形状を一定の方式に従って制限する法律が議会を通過した（1916年区画整備決議）。これは、敷地全体を使用し、可能な限り高層の建物を建てようとする傾向に対抗するものであり、日本の建築基準法における斜線制限に類似するものである。この法律が建築設計にいかなる影響を与えるのか、正確に理解していない建築家も多かったため、1922年、超高層建築家ハーヴェイ・ウィリー・コーベットは、この法律によって制限される建築物の形状を、四段階に分けて表現するようフェリスに依頼した。この4つのドローイングは、1929年出版の「明日のメトロポリス」に収録されている。
フェリスの作品、原稿は、コロンビア大学のアヴェイ建築美術図書館のドローイング・アーカイブ部門に収蔵されている。毎年、アメリカ建築イラストレーター協会は、建築パース、レンダリングの分野で目覚しい成果をあげた者に、ヒュー・フェリス記念賞を贈っている。

## 代表作
- リバティ記念塔（ミズーリ州カンザスシティ　設計：ハロルド・ヴァン・ブーレン・マゴニグル）
- シカゴ・トリビューン本社ビル（イリノイ州シカゴ　設計：ジョン・ミード・ハウエル、レイモンド・フッド）
- プレイヤーズクラブ（ミシガン州デトロイト　設計：スミス・ヒンチマン＆グリルス）
- ラジエーター・ビルディング（ニューヨーク州ニューヨーク　設計：レイモンド・フッド）
- ブールビルディング（ミシガン州デトロイト　設計：スミス・ヒンチマン＆グリルス）
- シカゴ・ボード・オブ・トレード・ビルディング（イリノイ州シカゴ　設計：ホラバード＆ルート）
- ピナブスコットビルディング（ミシガン州デトロイト　設計：スミス・ヒンチマン＆グリルス）
- ガーディアン（ユニオン・トラスト）ビルディング（ミシガン州デトロイト　設計：スミス・ヒンチマン＆グリルス）
- テレフォンビルディング（ミズーリ州セントルイス　設計：モーラン、ラッセル、クロウェル＆ティムリン）